# Campeonato Africano de Atletismo de 2024 - 5000 m masculino
A prova dos 5000 metros masculino do Campeonato Africano de Atletismo de 2024 foi disputada no dia 26 de junho, no Estádio de Japoma, em Duala, nos Camarões.

## Recordes
Antes desta competição, os recordes mundiais e do campeonato nesta prova eram os seguintes:
|                       | Nome             | Nacionalidade | Tempo      | Local  | Data                 |
| --------------------- | ---------------- | ------------- | ---------- | ------ | -------------------- |
| Recorde mundial       | Joshua Cheptegei | Uganda        | 12m 35s 36 | Mônaco | 14 de agosto de 2020 |
| Recorde do campeonato | Simon Chemoiywo  | Quênia        | 13m 09s 68 | Durban | 27 de junho de 1993  |
| Recorde africano      | Joshua Cheptegei | Uganda        | 12m 35s 36 | Mônaco | 14 de agosto de 2020 |

## Medalhistas
| Ouro                         | Prata              | Bronze                     |
| Mohamed Ismail Ibrahim (DJI) | Nibret Melak (ETH) | Abdi Waiss Mouhyadin (DJI) |

## Cronograma
Todos os horários são locais (UTC+1).
| Data        | Hora  | Evento |
| ----------- | ----- | ------ |
| 26 de junho | 18:00 | Final  |

## Resultado final
A final ocorreu dia 26 de junho às 18:00.
| Posição           | Atleta                 | Nacionalidade | Tempo    | Notas |
| ----------------- | ---------------------- | ------------- | -------- | ----- |
| Medalha de ouro   | Mohamed Ismail Ibrahim | Djibuti       | 13:38.38 |       |
| Medalha de prata  | Nibret Melak           | Etiópia       | 13:42.95 |       |
| Medalha de bronze | Abdi Waiss Mouhyadin   | Djibuti       | 13:43.20 |       |
| 4                 | Louqman Ismail Sougueh | Djibuti       | 13:47.44 |       |
| 5                 | Onessime Rondouba      | Chade         | 13:47.44 |       |
| 6                 | Mezgebu Sime           | Etiópia       | 13:48.29 |       |
| 7                 | Hailemariyam Amare     | Etiópia       | 13:48.66 |       |
| 8                 | Said Ameri             | Argélia       | 13:52.62 |       |
| 9                 | Levy Kibet             | Quênia        | 13:53.74 |       |
| 10                | Elie Sindayikengera    | Burundi       | 13:55.06 |       |
| 11                | Francis Abong          | Quênia        | 13:55.67 |       |
| 12                | Jerry Motsau           | África do Sul | 14:03.33 |       |
| 13                | Mustapha Akkaoui       | Marrocos      | 14:04.07 |       |
| 14                | Collins Kiprop         | Quênia        | 14:04.09 |       |
| 15                | Natnael Teclensebet    | Eritreia      | 14:08.49 |       |
| 16                | Elton Hoeseb           | Namíbia       | 14:08.67 |       |
| 17                | Artur Fortes Silva     | Cabo Verde    | 14:15.21 |       |
| 18                | Sali Abba              | Camarões      | 14:49.58 |       |
| 19                | Antonio Teko           | Angola        | 14:55.62 |       |
| 99                | Bienvenue Zeppo        | Chade         | DNF      |       |
| 99                | Yainam Andre           | Camarões      | DNF      |       |
| 99                | Mohamed Ali Hassan     | Somália       | DNF      |       |
| 99                | Abubakarr Conteh       | Serra Leoa    | DNS      |       |

Legenda
| Recorde mundial       | Recorde mundial (World record)               |                       | Recorde africano                      | Recorde africano (African) |                                           | Q | Classificado por posição (Qualified) |
| Recorde do campeonato | Recorde do campeonato (Championship record)  | Recorde da América    | Recorde da América (Americas)         | q                          | Classificado por melhor tempo (Qualified) |   |                                      |
| Melhor marca do ano   | Melhor marca do ano (World leading)          | Recorde asiático      | Recorde asiático (Asian)              | DNS                        | Não largou (Did not start)                |   |                                      |
| Recorde nacional      | Recorde nacional (National record)           | Recorde europeu       | Recorde europeu (European)            | DNF                        | Não terminou (Did not finish)             |   |                                      |
| Recorde pessoal       | Recorde pessoal do atleta (Personal best)    | Recorde da Oceania    | Recorde da Oceania (Oceania)          | DSQ / DQ                   | Desclassificado (Disqualified)            |   |                                      |
| Recorde da temporada  | Recorde da temporada do atleta (Season best) | Recorde sul-americano | Recorde sul-americano (South America) | NM                         | Sem marca (No mark)                       |   |                                      |